# Igreja Nossa Senhora de Týn
A Igreja da Mãe de Deus frente à Týn (em checo: Kostel Matky Boží před Týnem), ou simplesmente Igreja de Týn (Týnský chrám), mais comumente Igreja de Nossa Senhora de Týn, é uma igreja católica romana localizada em Praga, na República Checa. É a principal igreja da Cidade Velha (Staré Město) desde o século XIV, e um dos símbolos mais icônicos da capital checa.

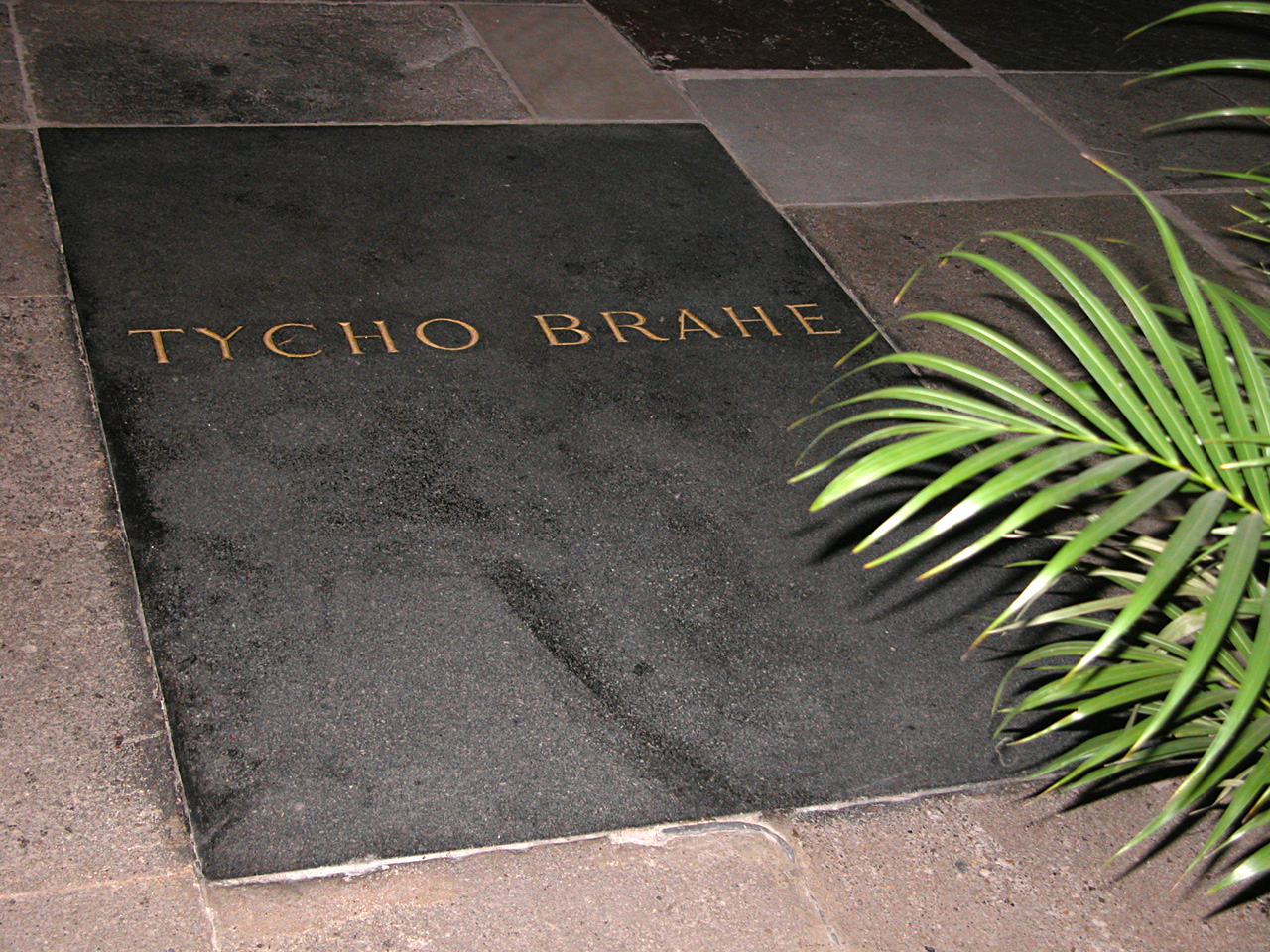
Sepultura de Tycho Brahe, nova placa de 1901

Pertence ao Património Mundial da Unesco desde 1992 e está situada na praça de Staré Město. Sua construção começou na metade do século XIV e durou até o XVI. Atualmente a fachada principal da igreja se encontra cercada por edifícios civis, dentre eles a Escola de Týn.

## História
O predecessor mais antigo, e ainda românico, da igreja atual surgiu em conexão com o desenvolvimento da Praça de Tyn nas proximidades durante o século XII; a primeira referência escrita remonta ao ano de 1135. Nessa época, quando foi dedicado à Virgem Maria , um monarca a confiou aos cuidados do Capítulo Vyšehrad . Junto com a crescente Cidade Velha, ganhou importância e se tornou uma igreja paroquial . Na virada dos séculos XIII e XIV, foi substituído por um edifício gótico de três naves abobadadas, com uma  cripta sob um presbitério terminado poligonalmente e pelo menos uma torre na fachada oeste. O campanário é documentado em 1310, quando desempenhou um papel na ocupação de Praga por João de Luxemburgo . Parte da torre foi preservada até 1894 como a chamada capela de Santa Ludmila. Logo após a conclusão da igreja, uma longa disputa entre o Capítulo de Vyšehrad e os representantes da paróquia sobre os  direitos de posse do edifício foi resolvida amigavelmente .

### O edifício atual
Em meados do século XIV, paroquianos que estavam entre os mais ricos do patriciado da cidade, com o apoio de importantes famílias burguesas de outras paróquias, iniciaram a construção de uma nova basílica gótica de três naves , que se tornaria a principal igreja da Cidade Velha daí em diante. No plano básico, a arquitetura relativamente conservadora foi gradualmente influenciada pelos dois grandes mestres construtores que na época trabalhavam em Praga, ambos envolvidos nas obras da catedral de São Vito: Matias de Arras, na primeira fase, e posteriormente Petr Parléř . O rendilhado das janelas da nave principal e especialmente a janela da fachada ocidental, com uma altura de 28 m, mostra o trabalho deste último.O trabalho de Parléř também pode ser visto no magnífico portal norte, esculpido com o ciclo da Paixão
.or nortetal
ificamentesseprefere e paixão esOartístico do tempo de tório icooIV, que também pode ter s eoiografia ao iessoalmenteri Wceslasque tambter tidoseu entorno  le mesmo, émssoalmente ou através de pesso do ,spatrocde inado tssasiciar essas excelentes obras de artede . A Igreja Týn estava localizada perto de sua nova sede da Corte Real , para que pudesse visitá-la pessoalmente. O novo edifícioos altares servir ao seu propósito por volta de 1380, quando res tfeclosão dasiguerras  ussitas,gas três naves foram concluídada eguerrastempes navestrês foioabobadadaconcluídos, mas noo naveese o navio principal fai abobadado. os ava entãocio empena ocidental , provavelmente aosbtelhados s treliças da nave principal e de ambas as torres .